# Franziska Krämer
Franziska Krämer (* 9. Juli 1899 in Wien; † 9. Dezember 1988 ebenda) war eine österreichische Politikerin (SPÖ).

## Leben
Franziska Krämer war Arbeiterin, die nach dem Besuch der Pflichtschulen eine Fachschule für Textilarbeiter besuchte und somit den Beruf der Schneiderin erlernte. 1918 trat sie der Sozialdemokratischen Arbeiterpartei bei.
1945 zog Krämer als Abgeordnete der SPÖ in den Wiener Landtag und Gemeinderat ein, dem sie bis 1954 angehören sollte. Im Dezember 1954 folgte ihre Vereidigung als Mitglied des Bundesrats. In diesem war sie 20 Jahre lang, bis Dezember 1964, tätig.
In ihrer Partei war Franziska Krämer stellvertretende Parteivorsitzende im Gemeindebezirk Rudolfsheim-Fünfhaus. Auch saß sie im Vorstand der SPÖ-Frauenorganisation für ganz Österreich.
Krämer wurde am Baumgartner Friedhof (Gruppe 3, Nummer 145) bestattet.